# Monesiglio
Monesiglio je obec v Itálii, v provincii Cuneo v oblasti Piemont. K 31. prosinci 2010 zde žilo 733 obyvatel.

## Sousední obce
Camerana, Gottasecca, Mombarcaro, Prunetto